# Línea 634 (Interurbanos Madrid)
La línea 634 de la red de autobuses interurbanos de Madrid une Colmenarejo con Galapagar y la estación de La Navata.

## Características
Fue puesta en servicio el 15 de marzo de 2019. Esta línea une la Urbanización Parque Azul y el centro de Colmenarejo con Galapagar y la estación de La Navata, en un trayecto de 30 minutos de duración.
La línea no mantiene los mismos horarios todo el año, desde el 1 al 31 de agosto se reducen el número de expediciones los días laborables entre semana (sábados laborables, domingos y festivos tienen los mismos horarios todo el año), además de los días excepcionales vísperas de festivo y festivos de Navidad en los que los horarios también cambian y se reducen.
Está operada por la empresa Julián de Castro a través de Avanza Movilidad Integral mediante la concesión administrativa VCM-605 - Madrid – Galapagar – Colmenarejo (Viajeros Comunidad de Madrid) del Consorcio Regional de Transportes de Madrid.

## Horarios

### 1 septiembre - 31 julio
| Lunes a viernes laborables     | Lunes a viernes laborables     | Sábados laborables, domingos y festivos | Sábados laborables, domingos y festivos |
| Colmenarejo > FF.CC. La Navata | FF.CC. La Navata > Colmenarejo | Colmenarejo > FF.CC. La Navata          | FF.CC. La Navata > Colmenarejo          |
| 07:15                          | 08:00                          | 08:00                                   | 09:00                                   |
| 08:00                          | 08:45                          | 10:00                                   | 11:00                                   |
| 08:45                          | 09:30                          | 12:00                                   | 13:00                                   |
| 09:30                          | 10:15                          | 14:00                                   | 15:00                                   |
| 10:15                          | 11:00                          | 16:00                                   | 17:00                                   |
| 11:00                          | 11:45                          | 18:00                                   | 19:00                                   |
| 11:45                          | 12:30                          | 20:00                                   | 21:00                                   |
| 12:30                          | 13:15                          | 22:00                                   | 23:00                                   |
| 13:15                          | 14:00                          |                                         |                                         |
| 14:00                          | 14:45                          |                                         |                                         |
| 15:30                          | 16:15                          |                                         |                                         |
| 17:00                          | 17:45                          |                                         |                                         |
| 18:30                          | 19:15                          |                                         |                                         |
| 20:00                          | 20:45                          |                                         |                                         |
| 21:30                          | 22:15                          |                                         |                                         |

### 1 - 31 agosto
| Lunes a viernes laborables     | Lunes a viernes laborables     | Sábados laborables, domingos y festivos | Sábados laborables, domingos y festivos |
| Colmenarejo > FF.CC. La Navata | FF.CC. La Navata > Colmenarejo | Colmenarejo > FF.CC. La Navata          | FF.CC. La Navata > Colmenarejo          |
| 08:00                          | 08:45                          | 08:00                                   | 09:00                                   |
| 09:30                          | 10:15                          | 10:00                                   | 11:00                                   |
| 11:00                          | 11:45                          | 12:00                                   | 13:00                                   |
| 12:30                          | 13:15                          | 14:00                                   | 15:00                                   |
| 14:00                          | 14:45                          | 16:00                                   | 17:00                                   |
| 15:30                          | 16:15                          | 18:00                                   | 19:00                                   |
| 17:00                          | 17:45                          | 20:00                                   | 21:00                                   |
| 18:30                          | 19:15                          | 22:00                                   | 23:00                                   |
| 20:00                          | 20:45                          |                                         |                                         |
| 21:30                          | 22:15                          |                                         |                                         |

## Recorrido y paradas

### Sentido La Navata
| Código | Parada                                        | Común con   | Conexión con Cercanías | Municipio   |
| ------ | --------------------------------------------- | ----------- | ---------------------- | ----------- |
| 20576  | Cañada Real - Navazo                          |             |                        | Colmenarejo |
| 20577  | Cañada Real - Urb. Parque Azul                |             |                        | Colmenarejo |
| 09147  | Cañada de las Merinas - Ctra. Galapagar       | 630 631 633 |                        | Colmenarejo |
| 09146  | Cañada de las Merinas - Centro de Salud       | 630 631 633 |                        | Colmenarejo |
| 20579  | Prado Marinero - Reserva                      |             |                        | Colmenarejo |
| 20580  | Ctra. Colmenajero - Jazmín                    |             |                        | Galapagar   |
| 17852  | Ctra. Colmenarejo - Pza. Cruz Roja            | 630         |                        | Galapagar   |
| 09998  | Soberanía - Pza. Cruz Roja                    | 631 633     |                        | Galapagar   |
| 20581  | Melonares - Plaza Torero José Tomás           |             |                        | Galapagar   |
| 20582  | San Gregorio - Tenería                        |             |                        | Galapagar   |
| 20583  | Av. Víctimas del Terrorismo - Centro de Salud |             |                        | Galapagar   |
| 06082  | Ctra. La Navata - Urb. Carranza               | 632 635     |                        | Galapagar   |
| 06083  | Ctra. La Navata - Sol                         | 632 635     |                        | Galapagar   |
| 06084  | Ctra. La Navata - Ermita La Navata            | 632 635     |                        | Galapagar   |
| 06085  | Ctra. La Navata - Est. Galapagar La Navata    | 632 635     | Galapagar-La Navata    | Galapagar   |

### Sentido Colmenarejo
| Código | Parada                                        | Común con        | Conexión con Cercanías | Municipio   |
| ------ | --------------------------------------------- | ---------------- | ---------------------- | ----------- |
| 06065  | Ctra. La Navata - Est. Galapagar La Navata    | 632 635          | Galapagar-La Navata    | Galapagar   |
| 06066  | Ctra. La Navata - Ermita La Navata            | 632 635          |                        | Galapagar   |
| 06067  | Ctra. La Navata - Sol                         | 632 635          |                        | Galapagar   |
| 06068  | Ctra. La Navata - Urb. Carranza               | 632 635          |                        | Galapagar   |
| 20583  | Av. Víctimas del Terrorismo - Centro de Salud |                  |                        | Galapagar   |
| 06069  | Ctra. La Navata - San Gregorio                | 632 635          |                        | Galapagar   |
| 12462  | Escuelas - Mercado                            | 632 635          |                        | Galapagar   |
| 21318  | Calvario - Egidillo                           |                  |                        | Galapagar   |
| 12460  | Pedriza - Cementerio Viejo                    | 630 632          |                        | Galapagar   |
| 12458  | Ctra. Guadarrama - Urb. La Herradura          | 630 632          |                        | Galapagar   |
| 12506  | Ctra. Guadarrama - Peraleda                   | 630              |                        | Galapagar   |
| 06158  | Ctra. El Escorial - Pza. Cruz Roja            | 630 661 661A 667 |                        | Galapagar   |
| 20845  | Ctra. Colmenarejo - Escuela Infantil          | 630 631 633      |                        | Galapagar   |
| 09144  | Ctra. M510 - Urb. El Cerrillo                 | 630 631 633      |                        | Colmenarejo |
| 20586  | Cañada Real - Ctra. Galapagar                 |                  |                        | Colmenarejo |
| 20578  | Cañada Real - Urb. Parque Azul                |                  |                        | Colmenarejo |
| 20576  | Cañada Real - Navazo                          |                  |                        | Colmenarejo |